# Итирюсай, Тэйю
Тэйю Итирюсай (яп. 一龍斎貞友 Итирю:сай Тэйю) (род. 20 июня 1958, Осака) — японская актриса озвучивания (сэйю) и коданся, известная тем, что озвучивала Масао Сато из Crayon Shin-chan, Сумире Сакура в Чиби Маруко Чан и Шинби Фукутоми из Нинтама Рантару.

## Биография
Родилась 20 июня 1958 года в Осаке, при рождении получила имя — Миэ Судзуки (яп. 鈴木三枝). Первоначально работала под своим первым именем, записывая его другими иероглифами — Миэ Судзуки (яп. 鈴木みえ). Карьеру в качестве актёра озвучания начала в 1981 году.
Как и других многочисленных японских актёров озвучивания, её представляет японская компания Production Baobab по управлению талантами в Синдзюку, Токио, Япония.

## Фильмография

### Телевизионная анимация
- Maicching Machiko Sensei (1981—1983) — Маруко
- Captain Tsubasa (1983—1986) — Сияющий Мацуяма, Судья Урабе, Го Ода

### Оригинальная видео-анимация
- Ozanari Dungeon[англ.] (1991) (Мокко)

### Театральная анимация
- Мобильный костюм Гандам F91 (1991) (Мануэла Панопа)
- Сериал Crayon Shin-chan (1993 — настоящее время) (Масао)
- Гостиница Окко (2018)

### Видеоигры
- Captain Tsubasa (2017) — Сияющий Мацуяма, судья Урабе

### Токусацу
- Поющий Великий Рюгу-дзё (1992) — Происхождение Амберджека (эпизод 10)

### Дублированные роли

#### Живое исполнение
- Джули Уолтерс
- Очень плохая училка — Линн Дэвис (Филлис Смит)

#### Анимация
- Коровка и Петушок — Коровка[3]
- Монстры на каникулах 2 — Линда[4]

## Роли
- Сумирэ Сакура в «Чиби Маруко Чан»
- Масао в «Crayon Shin-chan»
- Бат в «Кулак Полярной звезды»
- Синбэй в «Нинтама Рантару[англ.]»
- Даити в «Saint Seiya»